# パントテナーゼ
パントテナーゼ(Pantothenase、EC 3.5.1.22)は、以下の化学反応を触媒する酵素である。
(R)-パントテン酸 + 水{\displaystyle \rightleftharpoons }(R)-パントイン酸 + β-アラニン
従って、この酵素の基質は、(R)-パントテン酸と水の2つ、生成物は(R)-パントイン酸とβ-アラニンの2つである。
この酵素は加水分解酵素、特に鎖状アミドの炭素-窒素結合に作用するものに分類される。系統名は、(R)-パントテン酸 アミドヒドロラーゼ((R)-pantothenate amidohydrolase)である。他に、pantothenate hydrolase、pantothenate amidohydrolase等とも呼ばれる。この酵素は、パントテン酸や補酵素Aの生合成にも関与している。